# Roodeschool
Roodeschool (Gronings: Roodschoul) is een dorp in de gemeente Het Hogeland in de Nederlandse provincie Groningen, met een inwonertal van ruim 1100. Tot 1979 behoorde het tot de gemeente Uithuizermeeden. De naam Roodeschool zou ontleend zijn aan de oude dorpsschool (gebouwd in 1830) die rode dakpannen had. Kennelijk was dit iets bijzonders, omdat er een heel dorp naar is genoemd.

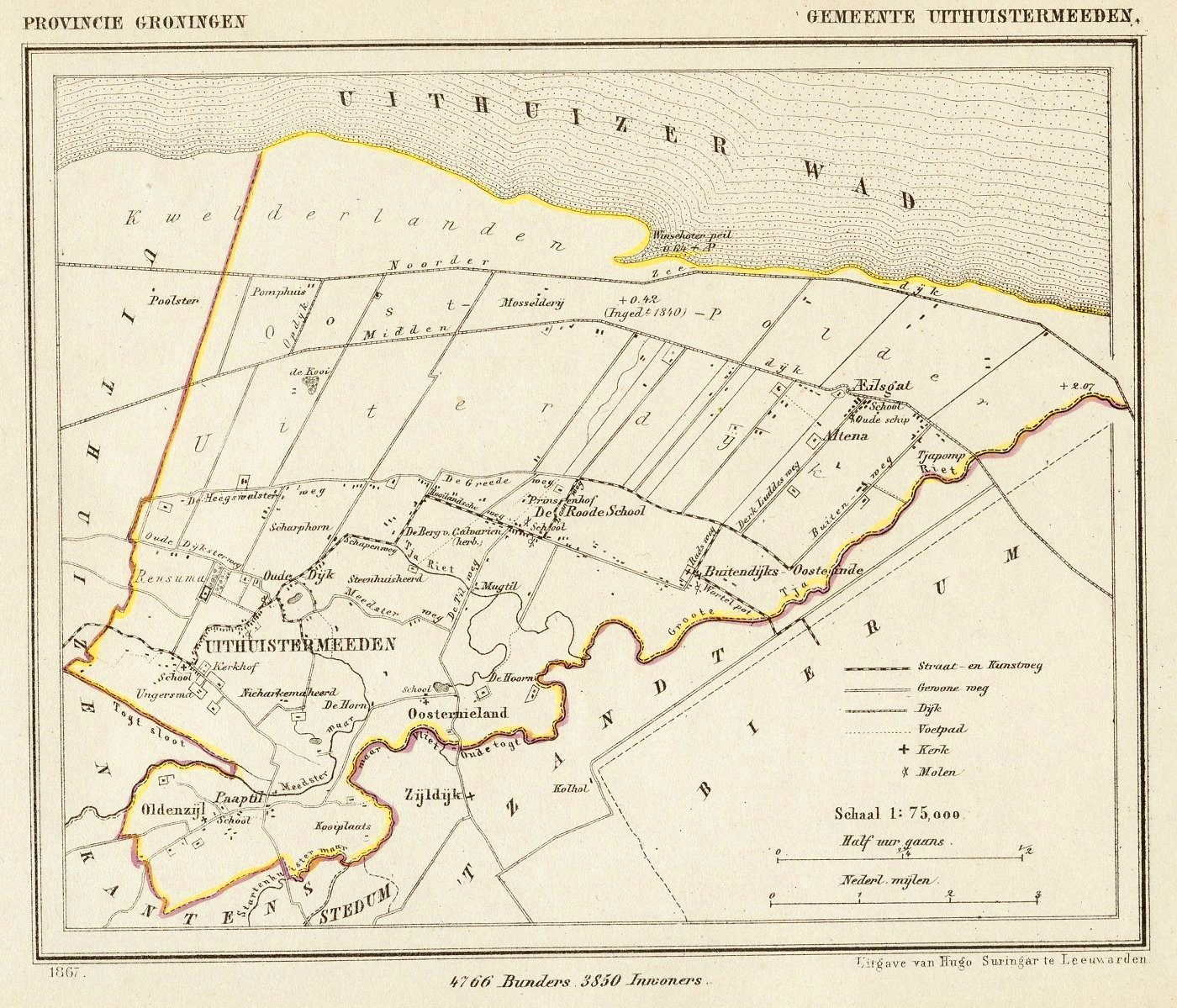
Op deze kaart uit 1867 van de voormalige gemeente Uithuistermeeden heet Roodeschool nog "De Roode School".

## Algemeen
Het wordt door veel mensen ten onrechte beschouwd als de noordelijkste plaats van het vasteland van Nederland. Waarschijnlijk komt dit misverstand doordat station Roodeschool tussen 1893 en 2018 het laatste station was van de treinen op de spoorlijn Sauwerd - Roodeschool, de noordelijkste spoorlijn voor reizigerstreinen. Sinds 2018 ligt Station Eemshaven echter noordelijker.
Iets noordelijker dan Roodeschool ligt Oudeschip, officieel de noordelijkst gelegen plaats van het vasteland van Nederland.
Het oostelijke deel van Roodeschool heet Oosteinde. Dit kerkdorp wordt tegenwoordig als een aparte plaats beschouwd. Het gebied tot aan de Groote Tjariet, waartoe Roodeschool en Oosteinde behoren, vormde het oostelijk deel van de hooilanden van Uithuizermeeden.
In het dorp staan onder meer een basisschool, drie kerken en het dorpshuis. In het dorp is één huisarts gevestigd. Er zijn verschillende actieve verenigingen. De grootste is de voetbalvereniging Corenos, die met ruim 240 leden op een inwoneraantal van 1300 relatief groot is.
Roodeschool ligt op een paar kilometer afstand van de Eemshaven. Verwacht wordt dat de toekomst daarvan grote invloed zal hebben op de ontwikkelingen in Roodeschool. Oude sociale woningbouw wordt de komende jaren geleidelijk vervangen door de woningcorporaties in samenwerking met de gemeente, die heeft aangekondigd zo nodig het bestemmingsplan te willen wijzigen om uitbreiding te bewerkstelligen.

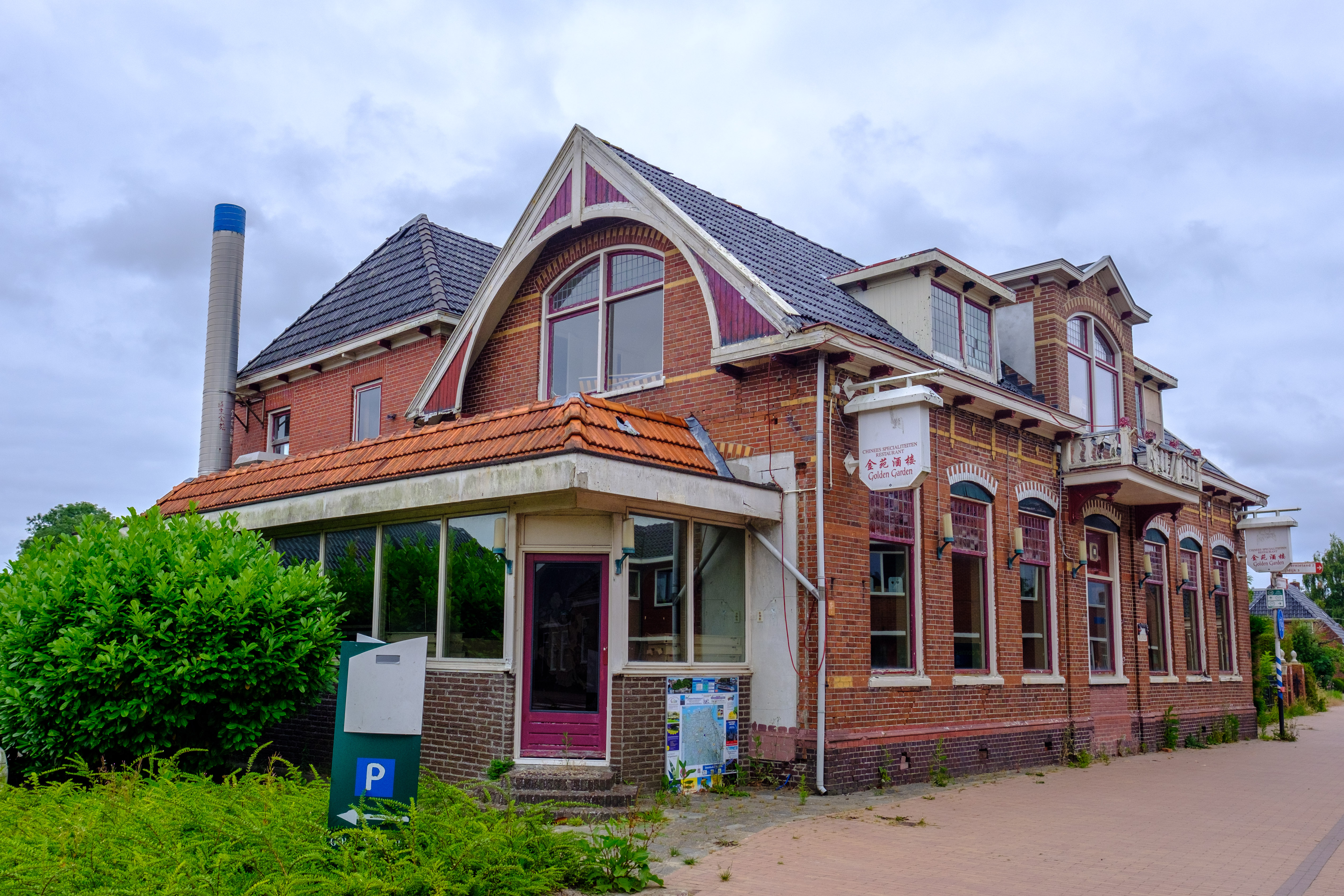
Voormalig hotel café-restaurant Berg Calvaria. Vernoemd naar de heilig kruiskapel die hier vermoedelijk in de middeleeuwen stond.
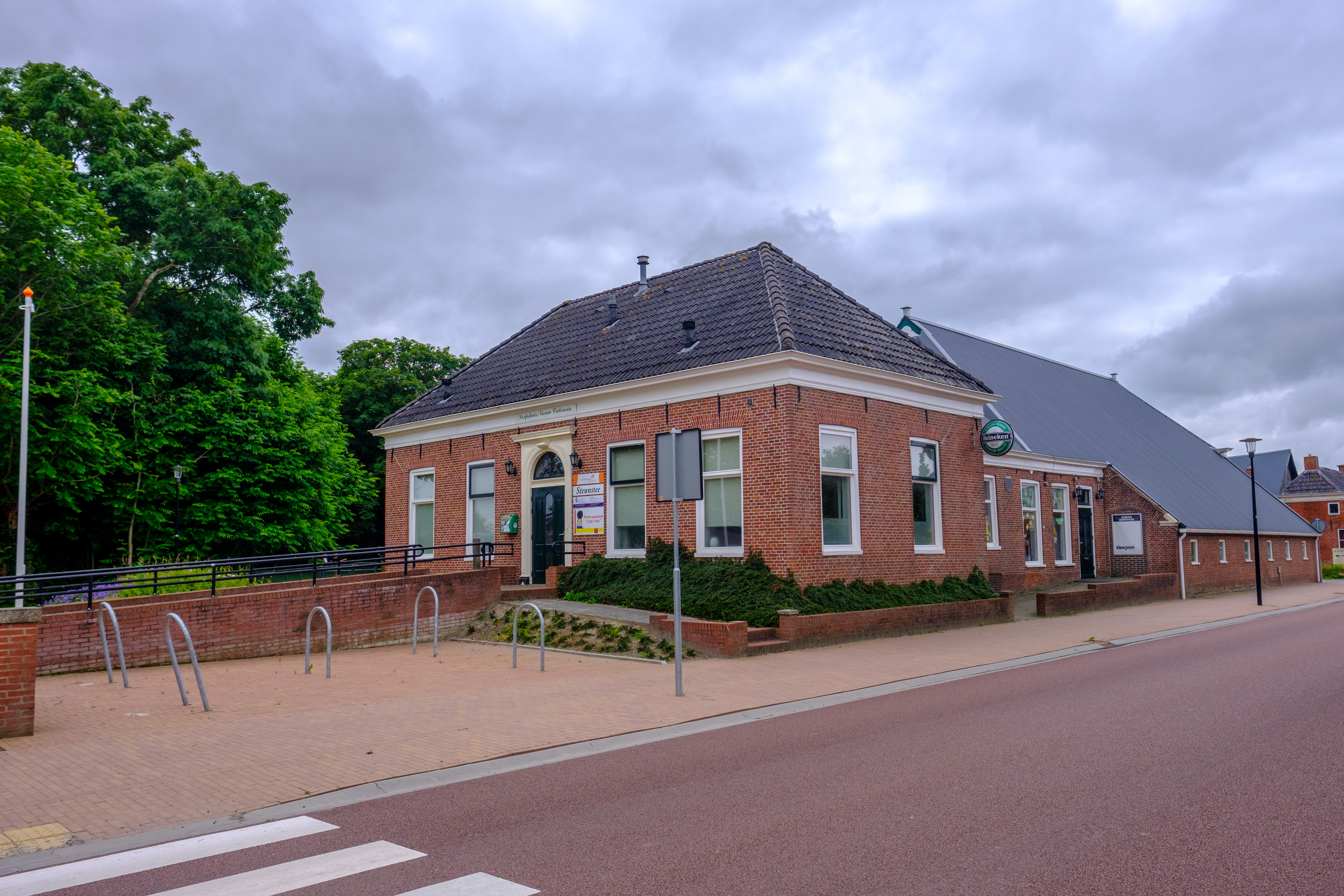
Boerderij Nieuw Calvaria aan de Hooilandseweg. Sinds 1950 is het dorpshuis hier gevestigd.
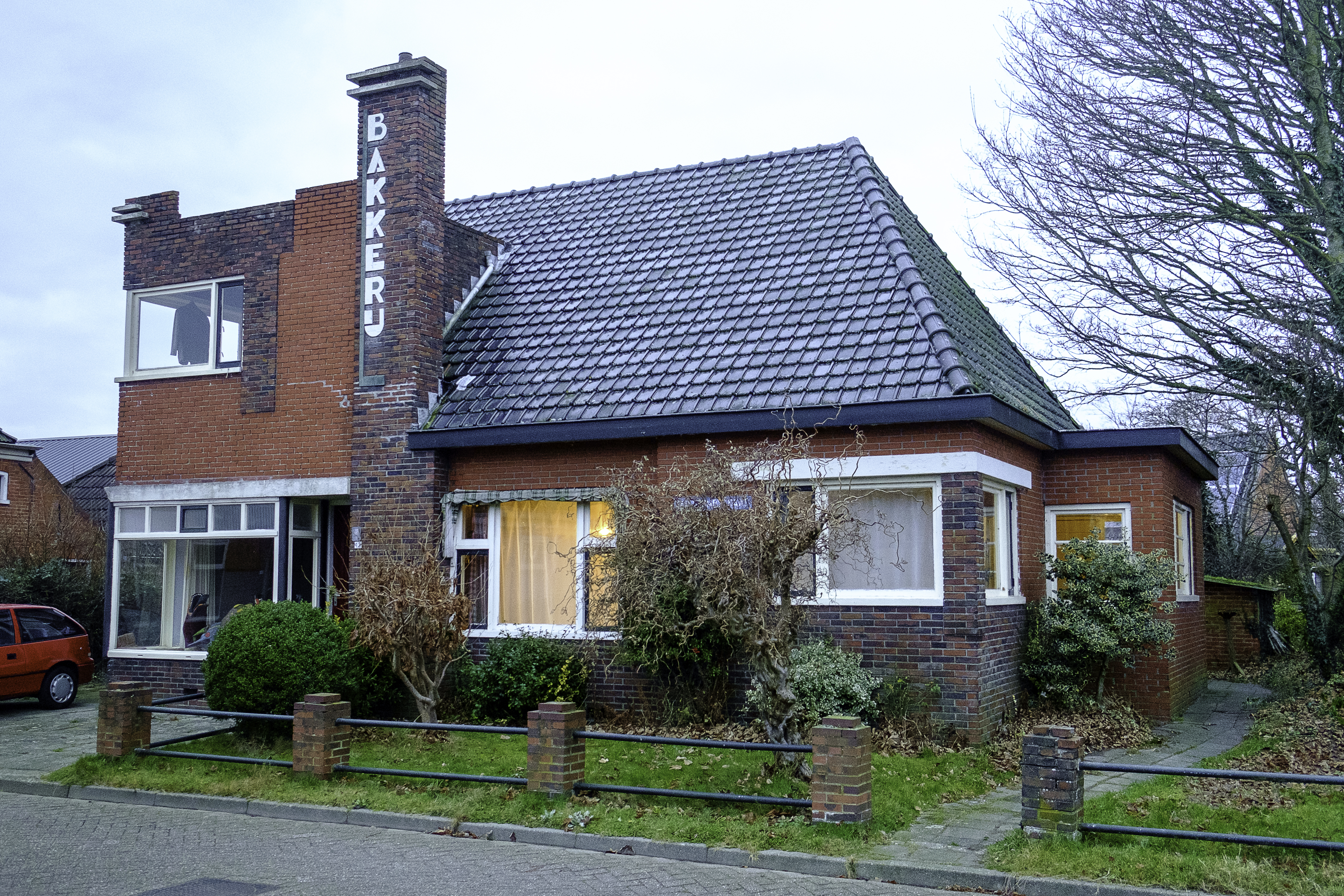
Voormalige bakkerij
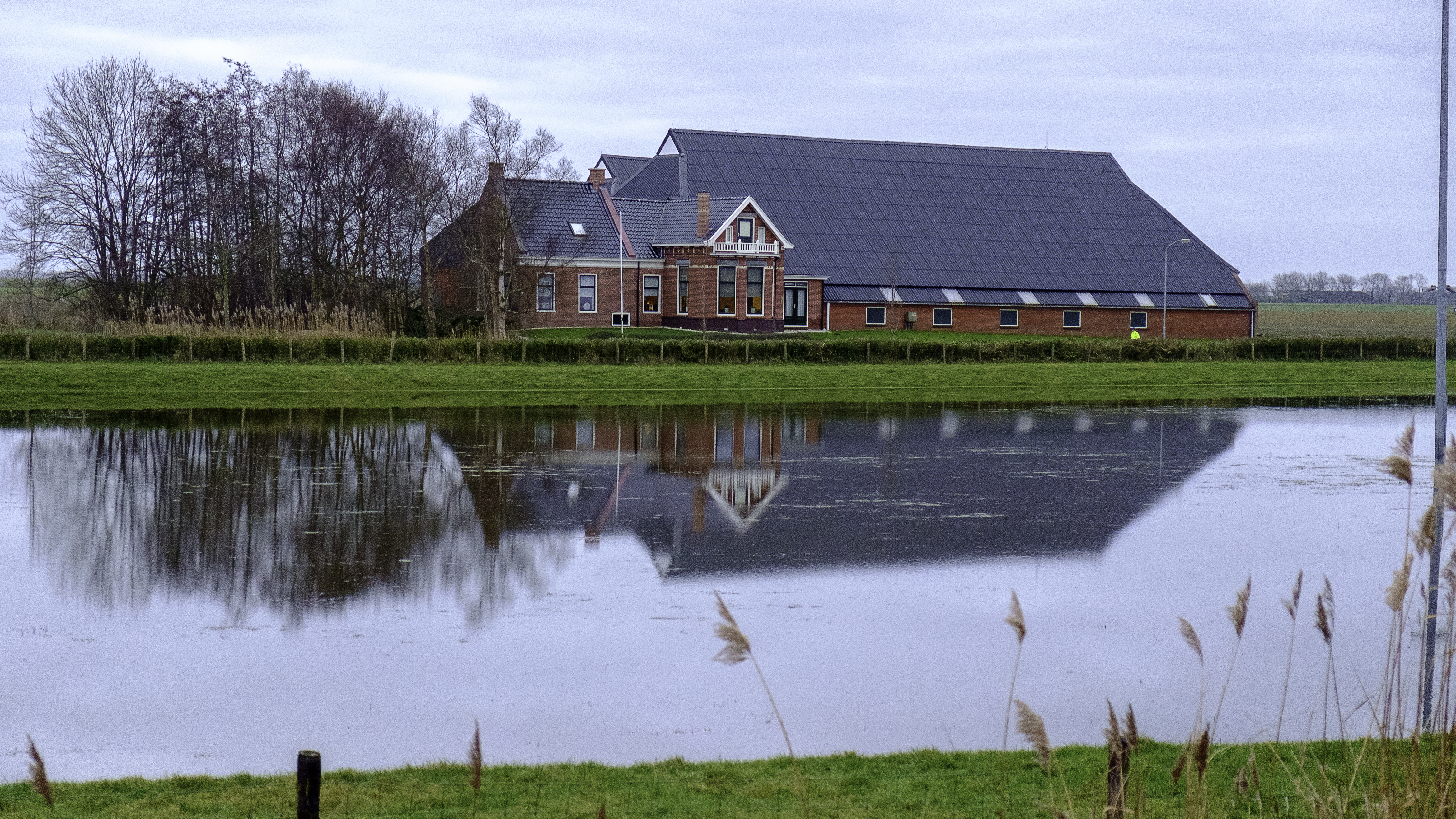
Boerderij aan de Tilweg 21 gezien over de ijsbaan
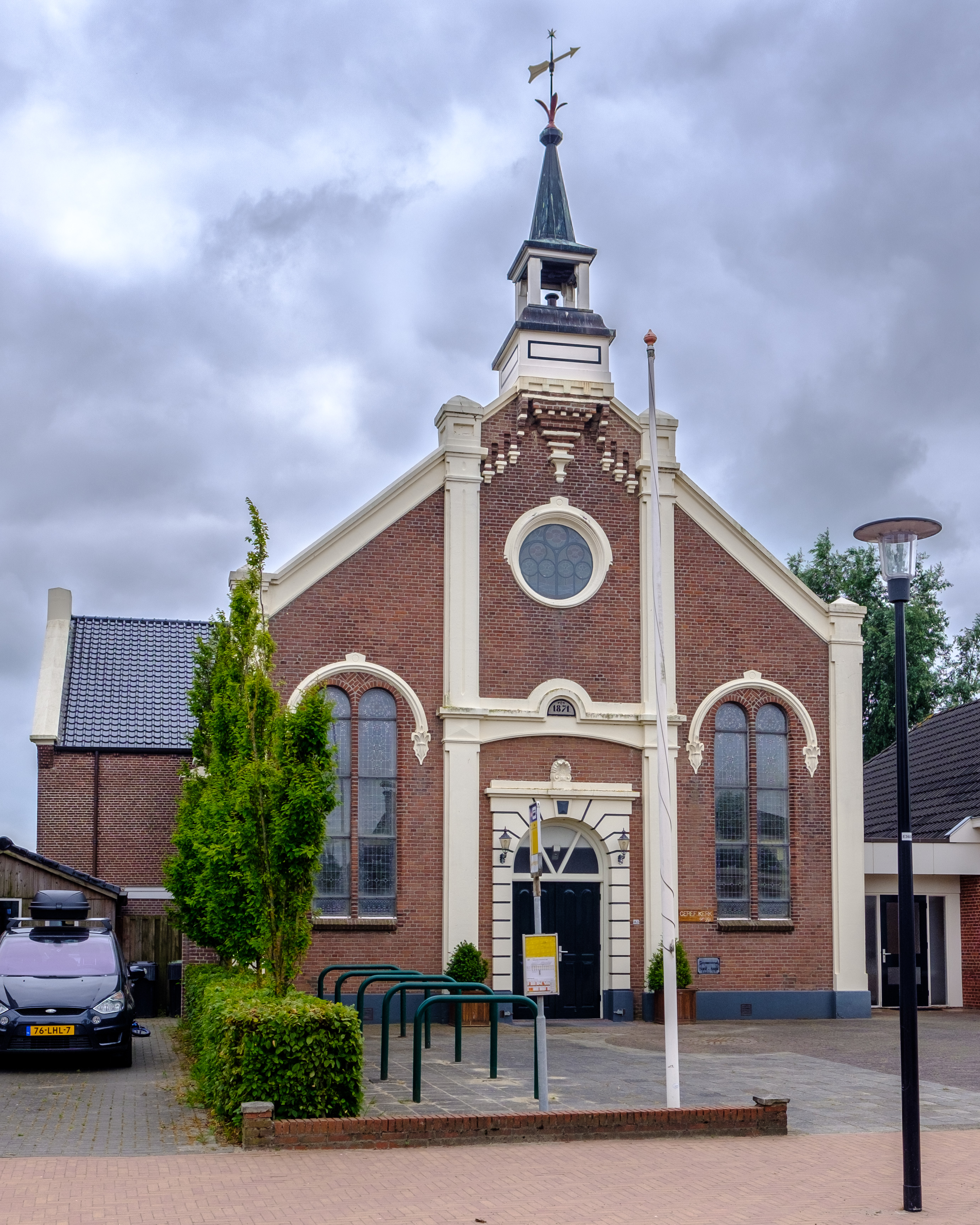
Gereformeerd vrijgemaakte kerk aan de Hooilandse weg met neoclassicistische gevel. Gebouwd in 1871 als gereformeerde kerk.
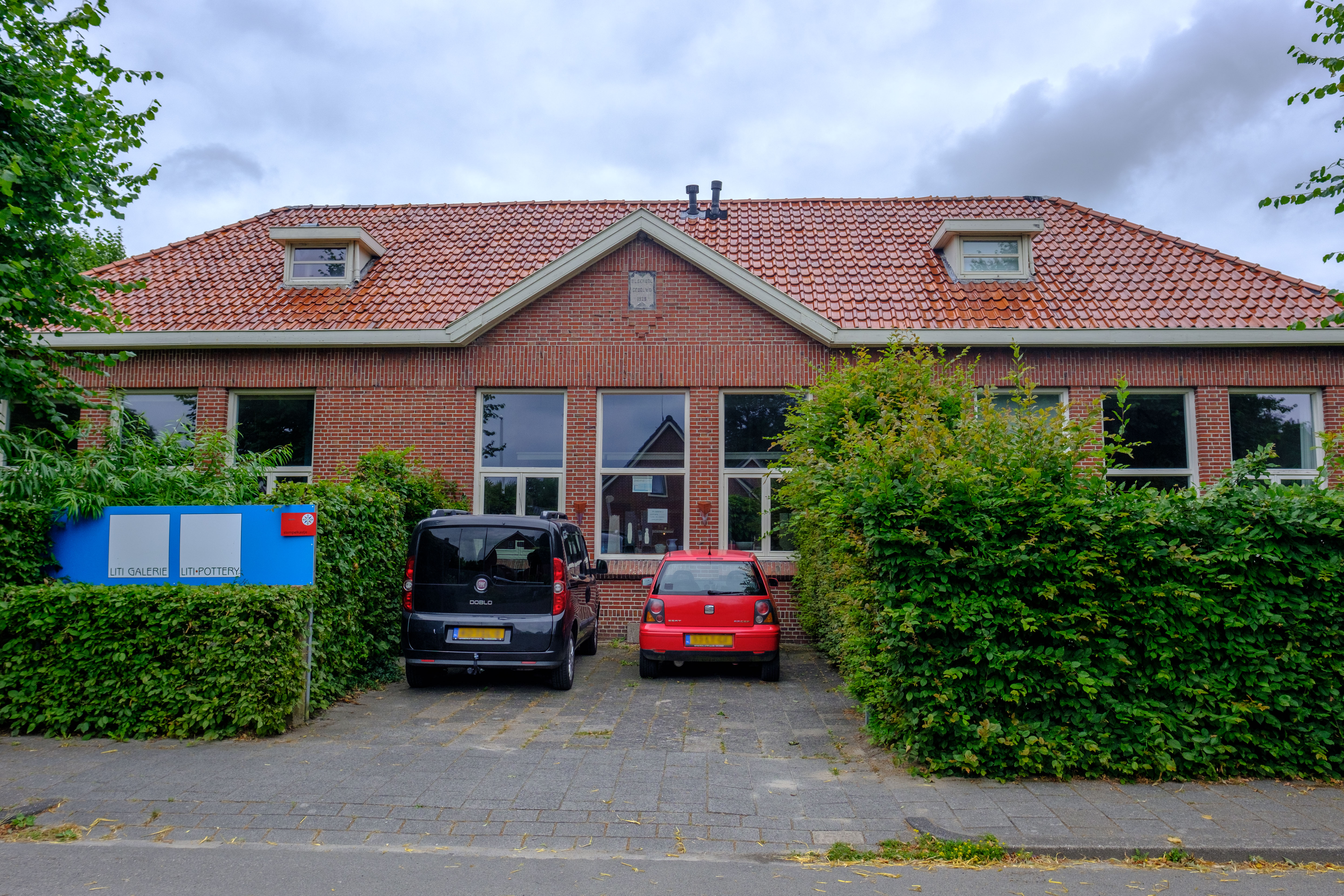
Voormalige openbare lagere school aan de Laanweg uit 1929
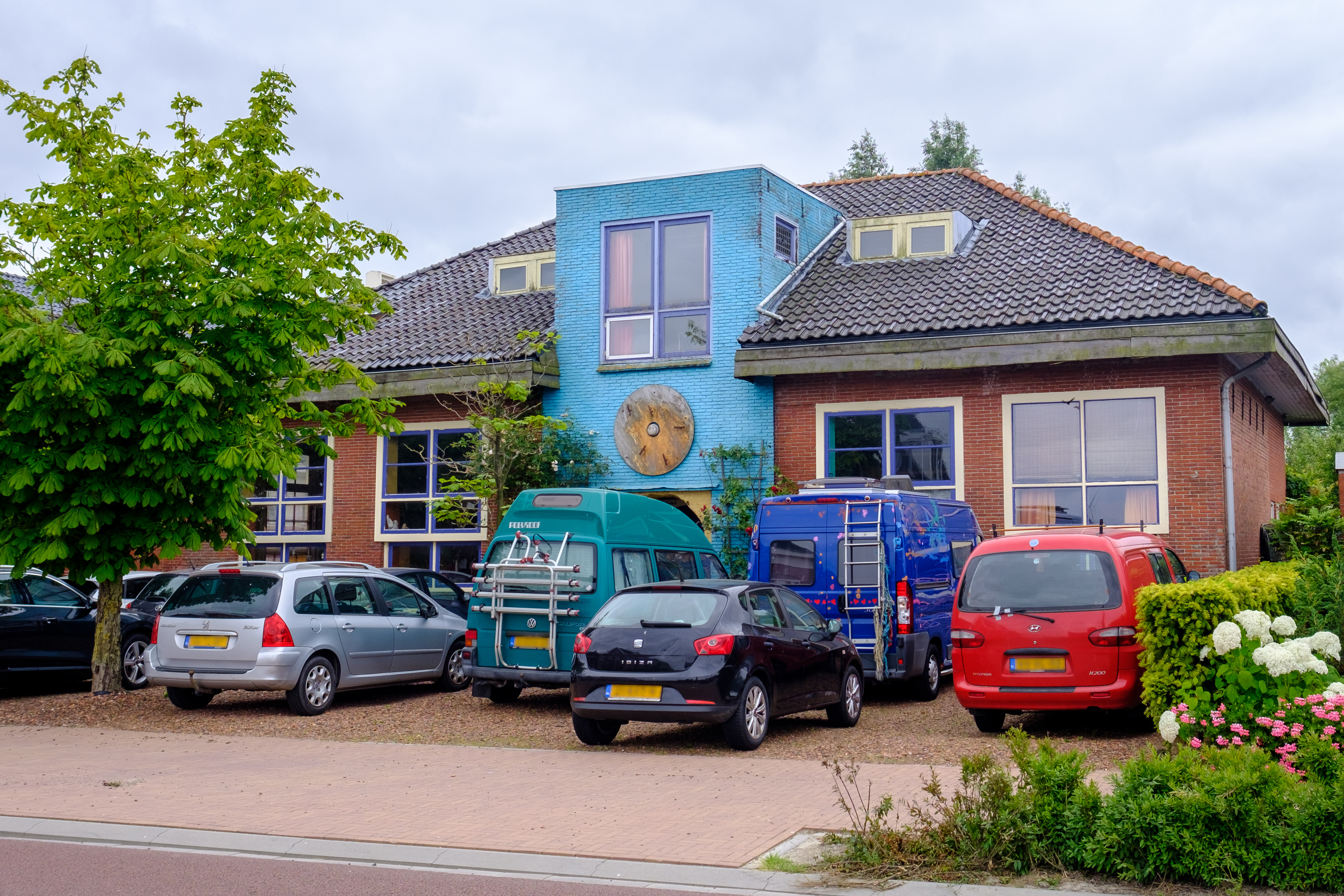
De vroegere christelijke lagere school aan de Hooilandseweg uit 1887. In 1964 werd de school verplaatst naar een nieuw gebouw aan de Zuster Kortestraat.

## Referentie
1. 1 2 3 4 5  Tabel: Bevolking; maandcijfers per gemeente en overige regionale indelingen, 1 januari 2023, Centraal Bureau voor de Statistiek, Voorburg/Heerlen
2. ↑  Website gemeente Eemsmond, bezocht 21 mei 2011

Hoofdplaats: Uithuizen

Dorpen: Adorp · Den Andel · Baflo · Bedum · Eenrum · Eppenhuizen · Hornhuizen · Houwerzijl · Kantens · Kloosterburen · 't Lage van de Weg · Lauwersoog · Leens · Leenstertillen · Lutjewolde · Mensingeweer · Molenrij · Niekerk · Noordwolde · Oldenzijl · Onderdendam · Onderwierum · Oosteinde · Oosternieland · Pieterburen · Rasquert · Rodewolt · Roodeschool · Rottum · Saaxumhuizen · Sauwerd · Startenhuizen (deels) · Stitswerd · Tinallinge · Uithuizermeeden · Ulrum · Usquert · Vliedorp · Vierhuizen · Warffum · Warfhuizen · Wehe-den Hoorn · Westerdijkshorn · Westernieland · Wetsinge · Winsum · Zandeweer · Zoutkamp · Zuidwolde · Zuurdijk

Buurtschappen, gehuchten, wierden en buurten: 1e Nijhoezen · 2e Nijhoezen · 't Aagt · Abbeweer · Alinghuizen · Arwerd · Barnegaten · Bellingeweer · Bethlehem · Beusum · Bokum · Breede · Broek · Het Bultje · De Dingen · De Raken · De Vennen · Den Haver · Deikum · Doodstil · Douwen · Duisterwinkel · Eelswerd · Eemshaven · Elens · Ellerhuizen · Ernstheem · Ewer · Grijssloot · Groot Maarslag · Groot Wetsinge · De Haar · Hammeland · Den Hander · Harssens · Hefswal · Hekkum · Helwerd · Heuvelderij · Hiddingezijl · Holwinde · De Hoogte · De Horn · De Houw · 't Houweel · De Hucht · Kaakhorn · Katershorn · Kattenburg · Klei · Kleine Huisjes · Klein Garnwerd · Klein Maarslag · Klein Wetsinge · Kolham · Koningslaagte · Koningsoord · De Knijp · Kruisweg · Lutje Marne · Lutke Saaxum · Maarhuizen · (Marnehuizen) · Menkeweer · Menneweer · Midhalm · Midhuizen · Mollenhuizen · Nijenklooster · Noordpolder · Noordpolderzijl · Obergum · Oldenzijl · Oldorp · Oosterhorn · Oosterhuizen (Eenrum) · Oosterhuizen (Zuidwolde) · Oudedijk · Oudeschip · Paapstil · Panser · Plattenburg · Polen · Ranum · Reidland · Roodehaan · Schapehals · Schaphalsterzijl · Schilligeham · Schouwen · Schouwerzijl · Sint Annerhuisjes · 't Stort · De Streek · Takkebos · Ter Laan · Tijum · Valcum · Valom · Wadwerd · Walsweer · Westerhorn (De Marne) · Westerhorn (Hogeland) · Westerklooster · Westpolder · Wierhuizen · Wierum · 't Wildeveld · Willemsstreek · Zevenhuizen